# فرانسیسکو خاویر آگویلار گارسیا

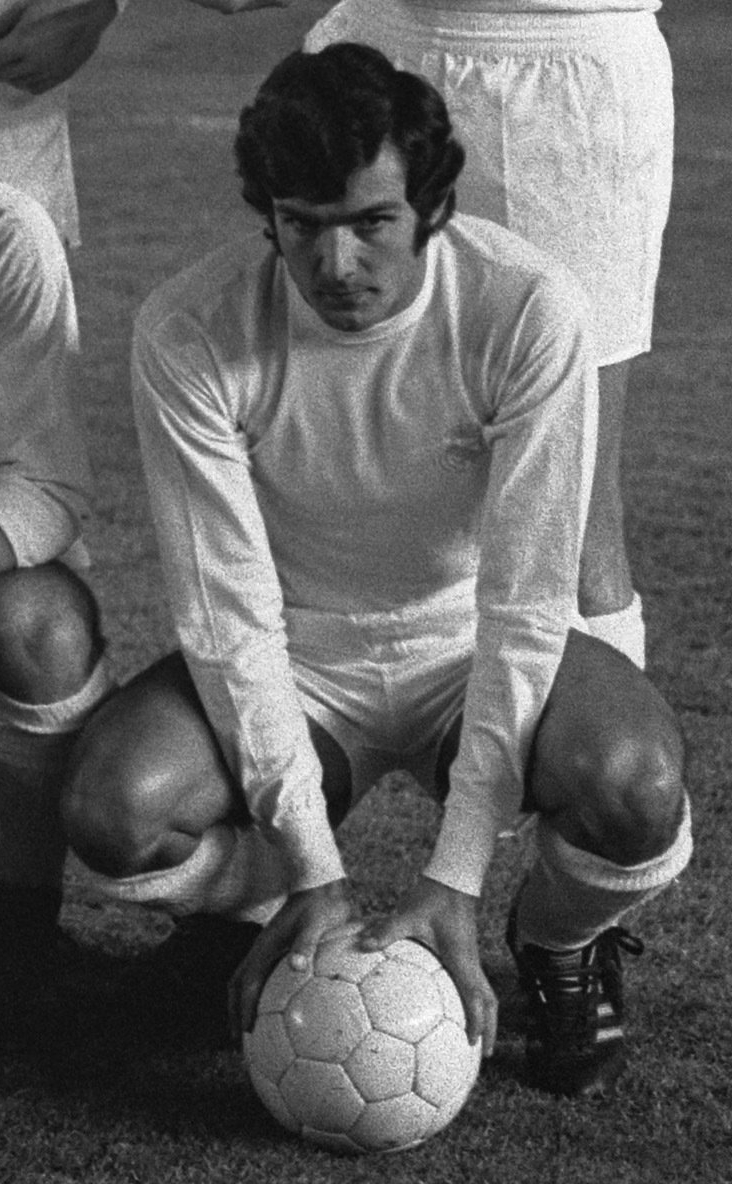
فرانسیسکو خاویر آگویلار گارسیا در سال ۱۹۷۳

فرانسیسکو خاویر آگویلار گارسیا (اسپانیایی: Francisco Javier Aguilar García‎؛ زادهٔ ۲۶ مارس ۱۹۴۹ – درگذشته ۱۱ مهٔ ۲۰۲۰) بازیکن فوتبال سابق اهل اسپانیا بود.

## باشگاهی
از باشگاه‌هایی که در آن بازی کرده‌است می‌توان به ریسینگ سانتاندر، باشگاه فوتبال رئال مادرید، رایو وایکانو، اسپورتینگ گیخون، تیم ملی فوتبال زیر ۲۳ سال اسپانیا، و تیم ملی فوتبال اسپانیا اشاره کرد.

## تیم ملی
وی همچنین در تیم‌های ملی فوتبال تیم ملی فوتبال زیر ۲۳ سال اسپانیا تیم ملی فوتبال اسپانیا بازی کرده‌است.